# ال‌جی شکلات یو۸۳۰
ال‌جی شکلات یو۸۳۰ (به انگلیسی: LG Chocolate (U830))، یک‌نمونه از گوشی‌های تلفن همراه سری یوام‌تی‌اس/دابلیوسی‌دی‌ام‌آ (به انگلیسی: UMTS/WCDMA (U)) شرکت ال‌جی الکترونیکس می‌باشد که توسط همین شرکت به بازار عرضه شده‌است.